# Memoriał Huberta Jerzego Wagnera 2007
Memoriał Huberta Jerzego Wagnera 2007 – 5. edycja turnieju siatkarskiego odbyła się w dniach 15–19 sierpnia 2007 roku w Elblągu, Ostródzie i Olsztynie.

## Uczestnicy
- Holandia
- Niemcy
- Polska
- Serbia
- Słowacja
- Wielka Brytania

## Tabela
| Lp. | Drużyna         | Pkt | Mecze | Mecze | Mecze | Sety | Sety | Sety  | Małe punkty | Małe punkty | Małe punkty |
| Lp. | Drużyna         | Pkt | M     | W     | P     | wyg. | prz. | ratio | zdob.       | str.        | ratio       |
| --- | --------------- | --- | ----- | ----- | ----- | ---- | ---- | ----- | ----------- | ----------- | ----------- |
| 1   | Niemcy          | 10  | 5     | 5     | 0     | 15   | 6    | 2.500 | 478         | 439         | 1.089       |
| 2   | Holandia        | 8   | 5     | 3     | 2     | 13   | 8    | 1.625 | 469         | 449         | 1.045       |
| 3   | Polska          | 8   | 5     | 3     | 2     | 12   | 11   | 1.091 | 513         | 489         | 1.049       |
| 4   | Słowacja        | 7   | 5     | 2     | 3     | 11   | 11   | 1.000 | 475         | 470         | 1.011       |
| 5   | Serbia          | 7   | 5     | 2     | 3     | 10   | 11   | 0.909 | 477         | 470         | 1.015       |
| 6   | Wielka Brytania | 5   | 5     | 0     | 5     | 1    | 15   | 0.067 | 308         | 403         | 0.764       |

Źródło: 
Zasady ustalania kolejności: 1. liczba zdobytych punktów; 2. wyższy stosunek setów; 3. wyższy stosunek małych punktów.
Punktacja: zwycięstwo – 2 pkt; porażka – 1 pkt

## Wyniki
| Data                                             | Godz. | Drużyna 1       | Wynik | Drużyna 2       | 1     | 2     | 3     | 4     | 5     | * |
| ------------------------------------------------ | ----- | --------------- | ----- | --------------- | ----- | ----- | ----- | ----- | ----- | - |
| Elbląg i Ostróda                                 |       |                 |       |                 |       |       |       |       |       |   |
| 15.08.2007                                       | 15:00 | Wielka Brytania | 0:3   | Niemcy          | 17:25 | 17:25 | 23:25 |       |       |   |
| 15.08.2007                                       | 17:00 | Polska          | 3:2   | Słowacja        | 25:20 | 21:25 | 25:21 | 18:25 | 16:14 |   |
| 15.08.2007                                       | 20:00 | Serbia          | 1:3   | Holandia        | 25:20 | 21:25 | 21:25 | 23:25 |       |   |
| 16.08.2007                                       | 15:00 | Holandia        | 2:3   | Słowacja        | 24:26 | 25:19 | 25:23 | 17:25 | 12:15 |   |
| 16.08.2007                                       | 17:00 | Polska          | 3:1   | Wielka Brytania | 25:20 | 24:26 | 25:16 | 25:20 |       |   |
| 16.08.2007                                       | 20:00 | Niemcy          | 3:1   | Serbia          | 25:22 | 25:23 | 26:28 | 25:22 |       |   |
| Olsztyn                                          |       |                 |       |                 |       |       |       |       |       |   |
| 17.08.2007                                       | 14:00 | Niemcy          | 3:1   | Słowacja        | 25:15 | 25:20 | 21:25 | 25:22 |       |   |
| 17.08.2007                                       | 17:00 | Polska          | 1:3   | Holandia        | 24:26 | 25:23 | 21:25 | 23:25 |       |   |
| 17.08.2007                                       | 20:00 | Serbia          | 3:0   | Wielka Brytania | 29:27 | 25:12 | 25:21 |       |       |   |
| 18.08.2007                                       | 14:00 | Serbia          | 3:2   | Słowacja        | 25:22 | 23:25 | 23:25 | 25:21 | 15:13 |   |
| 18.08.2007                                       | 17:00 | Polska          | 2:3   | Niemcy          | 25:14 | 23:25 | 25:21 | 22:25 | 14:16 |   |
| 18.08.2007                                       | 20:00 | Holandia        | 3:0   | Wielka Brytania | 25:23 | 25:18 | 25:13 |       |       |   |
| 19.08.2007                                       | 11:00 | Słowacja        | 3:0   | Wielka Brytania | 25:22 | 25:14 | 25:19 |       |       |   |
| 19.08.2007                                       | 14:00 | Holandia        | 2:3   | Niemcy          | 20:25 | 19:25 | 25:23 | 25:17 | 8:15  |   |
| 19.08.2007                                       | 17:00 | Polska          | 3:2   | Serbia          | 25:17 | 25:21 | 22:25 | 20:25 | 16:14 |   |
| Godziny według strefy czasowej UTC+2. Terminarz: |       |                 |       |                 |       |       |       |       |       |   |

## Nagrody indywidualne
| Najlepszy atakujący | Najlepszy blokujący | Najlepszy przyjmujący | Najlepszy libero | Najlepszy rozgrywający | Najlepszy gracz |
| ------------------- | ------------------- | --------------------- | ---------------- | ---------------------- | --------------- |
| Robert Horstink     | Stefan Hübner       | Michał Winiarski      | Martin Pipa      | Paweł Zagumny          | Jochen Schöps   |